# VisiCalc
VisiCalc (anomenat així, ja que respon a la idea de "calculadora visible") va ser el primer programa de full de càlcul disponible per a ordinadors personals. Sovint es considera l'aplicació que va convertir l'ordinador d'un hobby per a entusiastes d'informàtica en una poderosa eina de negocis. VisiCalc va vendre més de 700.000 còpies en sis anys.

## Història
VisiCalc va ser creat i desenvolupat per Dan Bricklin, qui més tard va comptar amb l'ajuda de Bob Frankston, que va refinar el programa. El van desenvolupar a través de la seva empresa Software Arts i distribuir a través de Personal Software el 1979 (posteriorment anomenat VisiCorp).
En un inici, en el seu pas a Harvard com a estudiant, Dan Bricklin es va adonar de la complexitat que suposaven els càlculs financers basats en models de taules, ja que, quan els professors els explicaven, havien d'esborrar i recalcular un munt de nombres seqüencials a la pissarra si realitzaven algun error o volien canviar alguna condició del problema. D'aquí li va sorgir la idea de desenvolupar una calculadora que li permetés veure els seus càlculs i canviar, rectificar o marcar els nombres tal com si es tractés d'una pissarra electrònica, és a dir, la idea de desenvolupar un software que permetés l'usuari de fer càlculs amb taules de manera interactiva.
Després de dos mesos de treball (durant l'hivern de 1978 a 1979), Bricklin i Frankston van tenir una primera versió, que pretenien llençar al mercat a través de l'Apple II (el qual portava al mercat des de 1977) amb un preu de 100 dòlars de l'època.

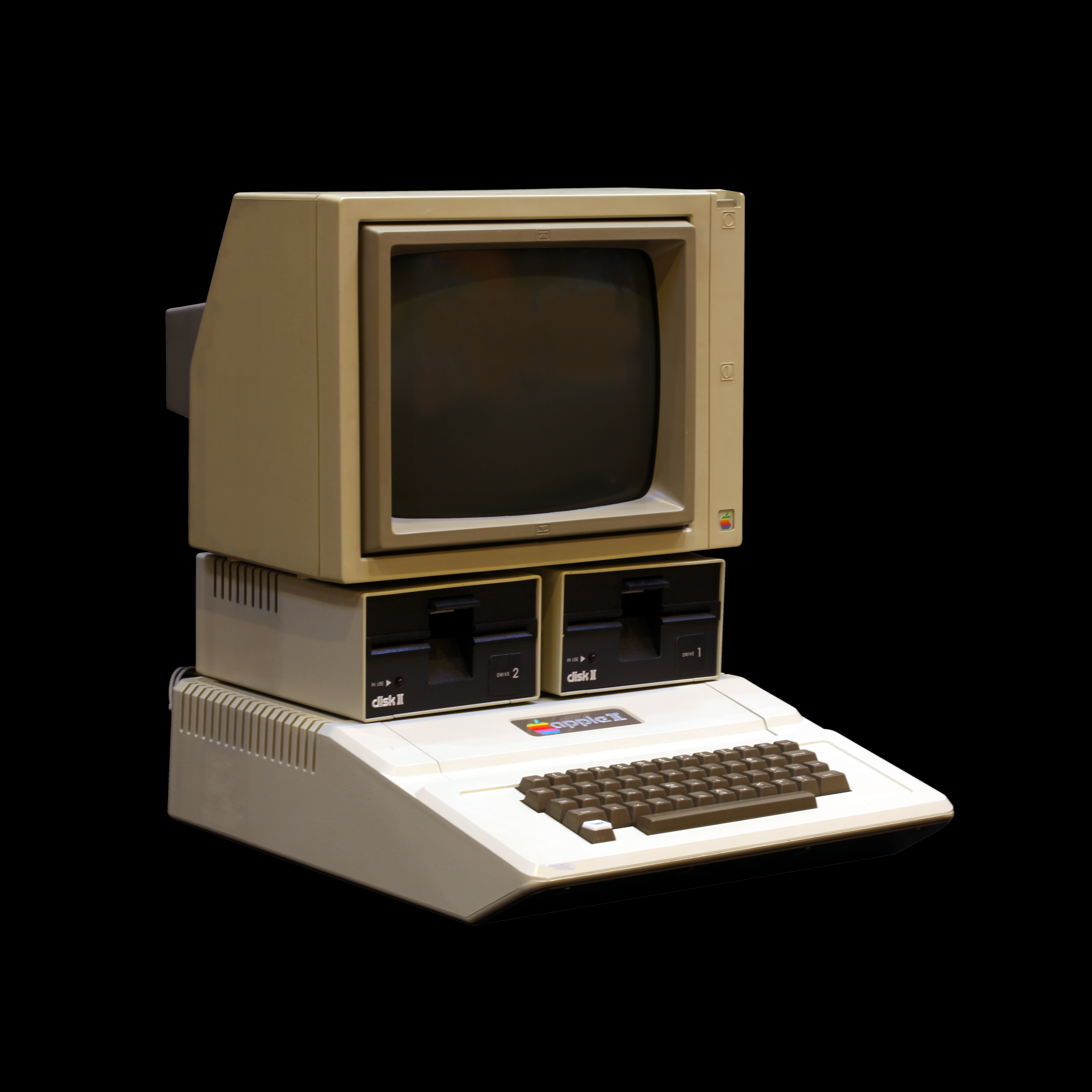
Apple II, ordinador pel qual estava pensat VisiCalc.

VisiCalc només podia suportar 5 columnes i 20 files, però es va convertir en una de les aplicacions més venudes de l'Apple II. A part d'ajudar a l'estandardització de l'ús de l'ordinador, va influir moltíssim en el món empresarial, ja que permetia estalviar gran quantitats de temps i diners que abans s'invertien en els tediosos fulls de càlcul manuals.

### Patents i còpies posteriors
Malgrat tot, Bricklin i Frankston no van poder patentar el programa perquè la regulació de patents que hi havia en aquella època als Estats Units no permetia la creació de patents per a software. Però, tot i no haver pogut treure'n una fortuna, Bricklin va constatar el següent:
Inventar VisiCalc no em va fer ric, tot i això sento que he canviat el món. Aquesta és una satisfacció que els diners no poden comprar.
Així, ràpidament van començar a aparèixer altres programes de fulls de càlcul que es tractaven de còpies de VisiCalc amb algunes funcions millorades, com ara SuperCalc (1980), Multiplan de Microsoft (1982), Lotus 1-2-3 (1983), i el mòdul de full de càlcul d'AppleWorks (1984). Més tard, amb l'aparició d'Excel al Mac Os el 1985, i a Windowa 2.0 el 1987), va néixer una nova generació de fulls de càlcul. Com que VisiCalc no estava patentat, totes aquestes còpies no van tenir cap problema legal ni van haver de pagar cap dret.

## Impacte
En el seu primer any de vida, VisiCalc només va estar disponible per als ordinadors Apple II, generant-li unes altes vendes. Més tard, d'acord amb l'èxit i la demanda existent, Bricklin i Frankston van fundar la seva pròpia empresa, Software Arts, i van exportar VisiCalc a altres ordinadors, que van ser l'Atari 800 o el Commodore PET, ja que utilitzaven el mateix microprocessador que l'Apple II. Posteriorment també es va exportar a més ordinadors, com ara l'HP-150, el TRS-80 o el IBM PC.
VisiCalc va suposar un gran augment en les vendes d'ordinadors, i també va aconseguir estendre l'ús dels ordinadors personals, canviant la manera de treballar en les empreses, fent-la més fàcil.